# Pisione longispinulata
Pisione longispinulata är en ringmaskart som beskrevs av María Teresa Aguado och San Martin 2004. Pisione longispinulata ingår i släktet Pisione och familjen Pisionidae. Inga underarter finns listade i Catalogue of Life.